# Valeriana parviflora
Valeriana parviflora är en kaprifolväxtart som först beskrevs av Trev., och fick sitt nu gällande namn av Höck. Valeriana parviflora ingår i släktet vänderötter, och familjen kaprifolväxter. Inga underarter finns listade i Catalogue of Life.